# Dendrocitta occipitalis
Dendrocitta occipitalis е вид птица от семейство Вранови (Corvidae).

## Разпространение
Видът е разпространен в Бруней, Индонезия и Малайзия.